# Renato Carosone
Renato Carosone, pseudònim de Renato Carusone (Nàpols, 3 de gener de 1920 - Roma, 20 de maig de 2001), va ser un cantautor, pianista i compositor italià.

## Infància i inicis
Renato Carosone va néixer a Nàpols el 3 de gener de 1920, i va ser el primer de tres germans; els altres dos eren Olga i Ottavio. Per voluntat del seu pare, va començar a estudiar música de ben petit. L'11 de maig de 1935 va debutar, tocant el piano, al Teatre de l'Òpera de Titelles de Giuseppe Perna. Va començar a treballar a l'editorial d'E. A. Mario com a ripassatore, és a dir, ensenyant noves cançons als cantants, i el 1937 es va graduar en piano al Conservatori de San Pietro a Majella, a Nàpols. Va ser contractat per una companyia de varietats amb la qual es va embarcar cap a l'Àfrica Oriental Italiana. Quan la companyia es dissol, Carosone viu entre Massawa i Addis Abeba durant nou anys i fa el servei militar durant la Segona Guerra Mundial al front de la Somàlia italiana. Toca en diversos conjunts, coneix la seva futura esposa, Lita, que donarà a llum el seu fill, Pino, i el 1946 torna a Itàlia, a Nàpols. Contra la voluntat del seu pare, Antonio, empresari al Teatre Mercadante, es va traslladar a Roma per guanyar-s'hi la vida com a músic.

## El "Complesso Carosone"
El 28 d'octubre de 1949 va fundar el Trio Carosone, al costat de l'holandès Peter van Wood i el bateria napolità Gege Di Giacomo.
Tots tres, amb Carosone al piano, Di Giacomo a la bateria i Van Wood a la guitarra elèctrica, van inaugurar a Nàpols el Shaker Club, al qual assistien els militars nord-americans i els nous rics dels anys de la prosperitat. Quan, el 1952, l'holandès Van Wood deixa el trio per anar-se'n a Amèrica, Carosone i Gege refan el grup, que es converteix en quartet amb el guitarrista Franco Cerri, el cantant i contrabaixista Claudio Bernardini i el saxofonista Richard Rauchi. Més endavant, Cerri és substituït per Alberto Pizzigoni, i Bernardini, per Giorgetti Piero.

## L'èxit
La reputació de l'artista augmenta als anys cinquanta, durant les temporades a Bussola di Focette, dirigit per Sergio Bernardini. Mentrestant, apareix al mercat el primer LP. El primer èxit comercial és Maruzzella (1954), amb música de Carosone i lletra d'Enzo Bonagura. Els enregistraments posteriors, especialment els escrits amb el lletrista de Nàpols Nisa, pseudònim de Nicola Salerno --O Sospiro (1956), Torero (1957), O Sarracino (1958) i Petrol Caravan (1958)--, conquereixen les llistes d'èxits d'Europa i l'Amèrica del Nord. De Torero, que va estar dues setmanes al capdamunt de les llistes nord-americanes, se'n coneixen més de trenta gravacions als Estats Units i traduccions a diversos idiomes. Renato Carosone fa concerts-espectacle, en què les lletres plenes d'ironia de Nisa fan de contrapunt a les interpretacions còmiques de Gege Di Giacomo, sovint ajudades per la participació del públic, i les melodies de Carosone, amb influències de jazz i swing barrejades amb diferents ritmes.
Després d'una llarga sèrie de concerts a Europa, el grup de Renato Carosone arriba a Cuba, que marca el començament d'una memorable gira pels Estats Units. Després de Caracas, Rio de Janeiro i Sao Paulo, al Brasil, el 5 de gener de 1957, el grup arriba al Carnegie Hall de Nova York.

## La retirada
El novembre de 1958, Carosone va crear el seu propi segell discogràfic, Stereo Dischi, amb un estudi propi. El segell va tenir una curta durada, ja que va tancar al cap de pocs anys.
El 7 de setembre de 1960, en ple èxit, Carosone es retira de l'escena. De fet, edita altres cançons, però sense grup. En entrevistes posteriors diu que el motiu de la seva retirada sobtada és l'èxit de cantants cridaners i els canvis en els gustos del públic, que, segons ell, no deixaven espai al seu tipus de cançó tradicional. A continuació va perfeccionar els seus estudis de música clàssica i es va dedicar a la pintura després d'apuntar-se a un curs a l'Acadèmia de Belles arts de Brera, a Milà, l'any 1968.

## La tornada
Carosone trenca el silenci el 9 d'agost de 1975 amb una vetllada a Bussola di Focette, invitat per Sergio Bernardini. El concert és enregistrat per televisió, i entre les obres interpretades hi ha Tu vuo' fa l'Americano. El 1976 va participar en el programa de televisió Per una sera d'estate, dirigit per Claudio Lippi.
El 1982 va tornar a l'estudi de gravació amb l'ajuda del productor Sandrino Aquilani; va gravar el disc Carosone'82 i va participar en espectacles i programes de televisió.
El 2000, Un mondo difficile (Chewaka-Virgin), l'àlbum debut de Tonino Carotone --nom artístic inspirat en el del músic napolità--, conté una versió de Tu vuo' fa l'Americano a duo amb el mateix Renato Carosone. L'àlbum va guanyar el Premi Carosone 2008 al millor artista estranger.

## Mort
Carosone mor el 20 de maig de 2001, a la seva casa de Roma. L'àlter ego de Carosone, el bateria Gege Di Giacomo, mor als 87 anys, a casa seva, a Poggioreale, a Nàpols, l'1 d'abril de 2005. La figura de Di Giacomo, al costat de Carosone, va arribar a ser molt popular. El seu crit de batalla era Canta Napoli i a l'inici de Pigliate na'pastiglia es pot sentir Canta Napoli, Napoli in farmacia.
Renato Carosone va ser enterrat al cementiri Flaminio de Roma.
El 2002, Gigi D'Alessio escriu la cançó d'homenatge Caro Renato, inclosa a l'àlbum Uno come te, que va començar com una carta, mai enviada, en què demana perdó per no haver estat al seu costat en el moment de la mort.